# Gare de Dachstein
Gare de Dachstein – przystanek kolejowy w Dachstein, w departamencie Dolny Ren, w Alzacji, we Francji. Jest zarządzany przez SNCF.

## Położenie
Znajduje się na linii Strasburg – Saint-Dié, na km 16,335, między stacjami Duttlenheim i Molsheim, na wysokości 169 m n.p.m.

## Historia
Stację otwarto 29 września 1864 przez Compagnie des chemins de fer de l’Est, kiedy otwarto jednotorową linię ze Strasburga do Barr.

## Obecnie
Dziś jest to przystanek kolejowy należący do SNCF. Jest on wyposażony w automaty biletowe oraz 2 perony boczne.

## Linie kolejowe
- Strasburg – Saint-Dié